# Adam Weisweiler
Adam Weisweiler (* 28. Oktober 1746 in Korschenbroich; † 15. Juni 1820 in Paris) gehört zu den bedeutenden Kunsttischlern und Ebenisten des ausgehenden 18. Jahrhunderts.
Seine eleganten Möbel im Stil des Louis-seize, Consulat und Empire waren bereits zu Weisweilers Lebzeiten äußerst begehrte Sammlerstücke und wurden zu Höchstpreisen gehandelt. Der Marchand-Mercier Dominique Daguerre lieferte Weisweilers Möbel an verschiedene europäische Höfe wie zum Beispiel für Carlton House an Georg IV., Prince of Wales. Typisch für Weisweilers Handschrift sind Möbel mit Mahagoni- oder Ebenholzfurnier, die neben den üblichen feuervergoldeten Bronzebeschlägen zusätzlich Applikationen aus Porcelain de Sèvres, Japanlack oder Pietra dura aufweisen. Nach seinem Rückzug führte sein Sohn Jean weisweiler die Werkstatt noch bis 1844 weiter.

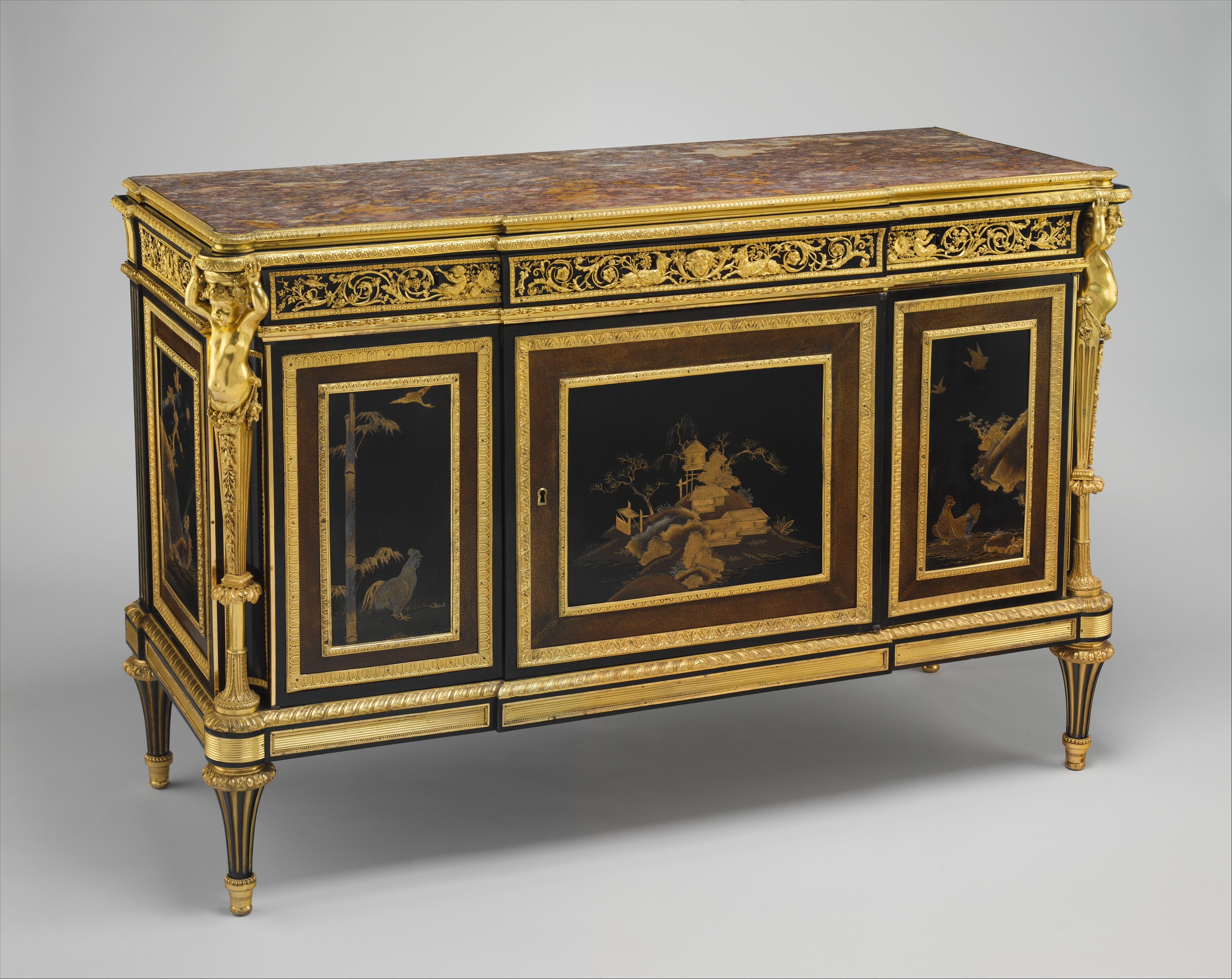
Kommode (um 1790) in der Sammlung des MET

Zusammen mit Jean-François Oeben, Martin Carlin, Jean-Henri Riesener, Bernard Molitor und David Roentgen gehört Weisweiler zu den bekanntesten Kunsttischlern der zweiten Hälfte des 18. Jahrhunderts und steht in der Tradition der Gemeinde deutschsprachigen Ebenisten in Paris.

## Museen
Möbel aus der Hand Adam Weisweilers haben sich u. a. in folgenden Museen erhalten:
- The Wallace Collection, London
- The James A. de Rothschild Collection at Waddesdon Manor, Waddesdon, Buckinghamshire
- The Getty Foundation, Malibu, Kalifornien
- Metropolitan Museum of Art
- Musée du Louvre, Paris
- Musée Nissim de Cammondo, Paris
- Musée des Arts décoratifs, Paris